# Jacob Jan Hendrik van Delen

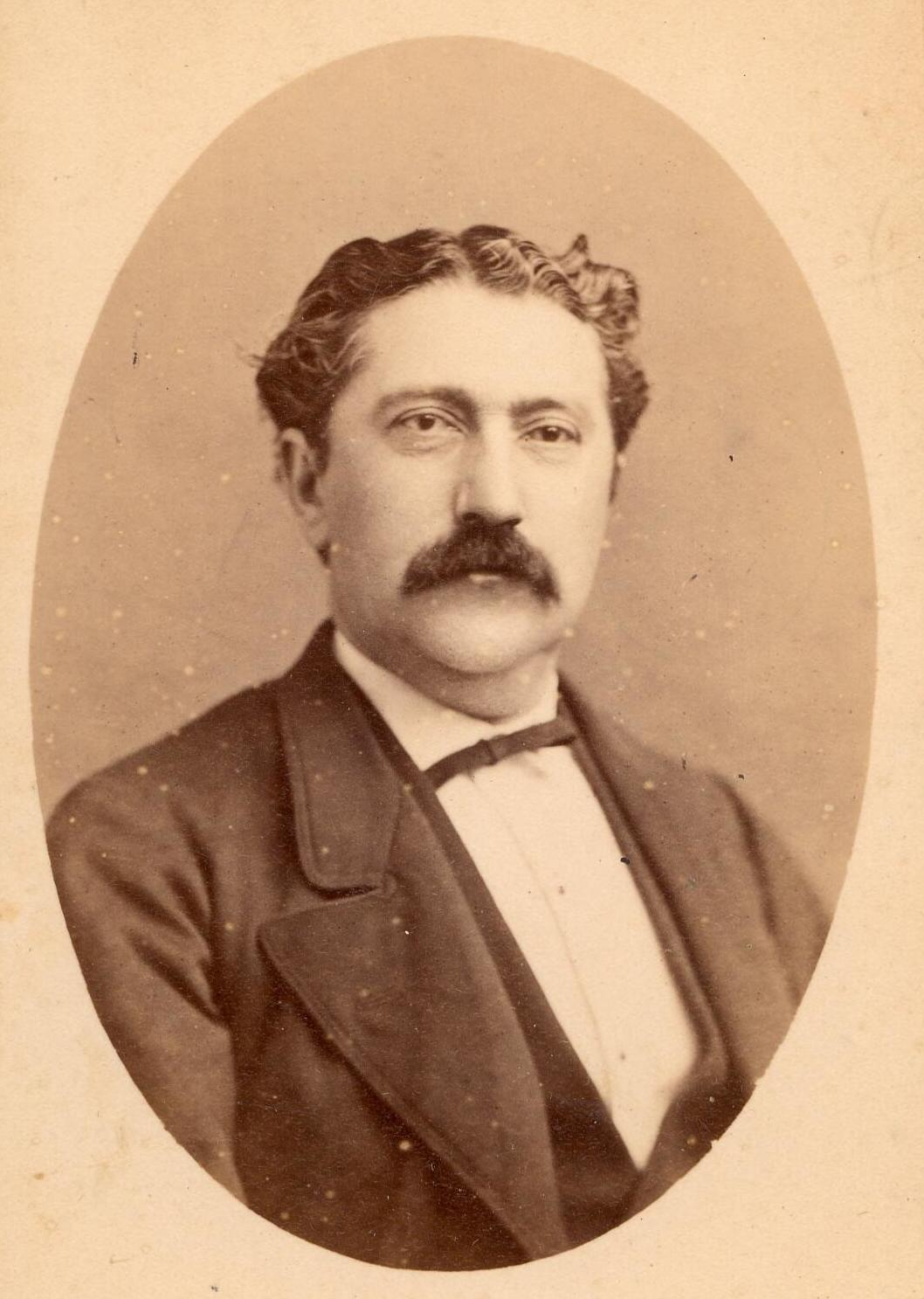
J.J.H. baron van Delen

Jacob Jan Hendrik baron van Delen (Huis Lakenburg, Wamel, 1 september 1836 — Wamel, 25 december 1895) was een Nederlands burgemeester.

## Biografie
Van Delen was lid van het oud-adellijke geslacht Van Delen en een zoon van jhr. Johan Casper Ferdinand van Delen, heer van Lakenburg (1779-1872), onder andere burgemeester van Dovern en diens zeer verre verwante jkvr. Maria Wilhelmina van Delen, vrouwe van Lakenburg (1793-1871). Zijn vader was in 1814 benoemd in de Ridderschap van Gelderland waarmee deze en zijn zoon tot de Nederlandse adel gingen behoren. In 1865 werd hij benoemd tot burgemeester van Wamel hetgeen hij tot zijn overlijden zou blijven. In 1871 was hij getrouwd met Aaltje Clement (1841-1910). In 1881 werd voor hem de titel van baron erkend voor hem en al zijn wettige afstammelingen. Hij had echter alleen een dochter met wie het adellijke geslacht in 1956 uitstierf.